# فوکر اف.۷
فوکر اف.۷ (به انگلیسی: Fokker F.VII) یک هواگرد ساختِ کارخانهٔ فوکر در کشور هلند است که در سال ۱۹۲۵–۱۹۳۲ ساخته شد. نخستین استفاده‌کنندهٔ این هواگرد SABENA بوده‌است. این هواگرد برای نخستین بار در ۲۴ نوامبر ۱۹۲۴ میلادی مورد استفاده قرار گرفت.